# Zeszyty Katyńskie
Zeszyty Katyńskie – polska seria wydawnicza publikowana od 1990 roku przez Niezależny Komitet Historyczny Badania Zbrodni Katyńskiej i Polską Fundację Katyńską zawierająca opracowania naukowe i dokumenty źródłowe dotyczące zbrodni katyńskiej. „Zeszyty Katyńskie” obejmują szeroki zakres tematyki związanej z Katyniem (historia, prawo, archeologia, etyka i inne); autorami są specjaliści zajmujący się badaniem różnych aspektów mordu na polskich oficerach dokonanego przez NKWD w 1940 roku. Wydanie każdego kolejnego tomu poprzedza organizowane corocznie międzynarodowe i krajowe Sesje Katyńskie na Zamku Królewskim w Warszawie.
W „Zeszytach Katyńskich” opublikowano m.in. pierwsze polskie wydanie książki „Katyń. Zbrodnia bez sądu i kary” autorstwa Józefa Mackiewicza, książkę francuskiego pisarza Henriego de Montforta „Masakra w Katyniu” oraz dwie książki polskiego pisarza Stanisława Marii Jankowskiego poświęcone tematyce katyńskiej. Wśród autorów publikujących w „Zeszytach Katyńskich” było wielu znanych autorów polskich (m.in. Cezary Chlebowski, Lech Gardocki, Marian Głosek, Andrzej Kola, Witold Kulesza, Jerzy Łojek, Wojciech Materski, Bronisław Młodziejowski, Jacek Trznadel, Janusz Zawodny) i rosyjskich (m.in. Natalja Gorbaniewska, Aleksander Gurjanow, Inessa Jażborowska, Natalia Lebiediewa, Aleksiej Pamiatnych, Nikita Pietrow, Oleg Zakirow). 
Do 2010 roku ukazało się 25 tomów serii. Redaktorem pierwszego tomu, wydanego w 1990 roku i dedykowanego Józefowi Czapskiemu, był Jerzy Jackl, a następnych Marek Tarczyński.

## Dotychczas wydane tomy „Zeszytów Katyńskich”
Dotychczas wydane tomy serii:
- „Zeszyty Katyńskie” nr 1: Katyń, problemy i zagadki (1990)
- „Zeszyty Katyńskie” nr 2: Zbrodnia Katyńska, droga do prawdy (1992)
- „Zeszyty Katyńskie” nr 3: Zeznanie Tokariewa (1994)
- „Zeszyty Katyńskie” nr 4: Listy Katyńskiej ciąg dalszy, straceni na Ukrainie (1994)
- „Zeszyty Katyńskie” nr 5: II półwiecze zbrodni, Katyń–Twer–Charków (1995)
- „Zeszyty Katyńskie” nr 6: Zbrodnia nie ukarana, Katyń–Twer–Charków (1996)
- „Zeszyty Katyńskie” nr 7: Józef Mackiewicz, Katyń, zbrodnia bez sądu i kary (1997)
- „Zeszyty Katyńskie” nr 8: Ku cmentarzom polskim w Katyniu, Miednoje, Charkowie (1997)
- „Zeszyty Katyńskie” nr 9: Zbrodnia Katyńska. Upamiętnienie ofiar i zadośćuczynienie (1998)
- 'Zeszyty Katyńskie” nr 10: W przeddzień zbrodni katyńskiej. Agresja sowiecka 17. września 1939 r. (1999)
- „Zeszyty Katyńskie” nr 11: Henri de Montfort, Masakra w Katyniu (1999)
- „Zeszyty Katyńskie” nr 12: Zbrodnia Katyńska po 60 latach. Polityka, Nauka, Moralność (2000)
- „Zeszyty Katyńskie” nr 13: Zbrodnia Katyńska. Próba bilansu (2001)
- „Zeszyty Katyńskie” nr 14: Stanisław M. Jankowski, Czterdziestu co godzinę (2002)
- „Zeszyty Katyńskie” nr 15: Zbrodnia Katyńska. Pytania pozostałe bez odpowiedzi (2002)
- „Zeszyty Katyńskie” nr 16: Kaplica Katyńska w Katedrze Polowej WP (2002)
- „Zeszyty Katyńskie” nr 17: Zbrodnia Katyńska. Problem przebaczenia (2003)
- „Zeszyty Katyńskie” nr 18: Stanisław M. Jankowski, Dzień rozpoczął się szczególnie (2003)
- „Zeszyty Katyńskie” nr 19: Zbrodnia Katyńska. Wina i oskarżenie (2004)
- „Zeszyty Katyńskie” nr 20: Zbrodnia Katyńska. Polskie śledztwo (2005)
- „Zeszyty Katyńskie” nr 21: Zbrodnia Katyńska. Przesłanie dla przyszłości (2006)
- „Zeszyty Katyńskie” nr 22: Zbrodnia Katyńska w oczach współczesnych Rosjan (2007)
- „Zeszyty Katyńskie” nr 23: Zbrodnia katyńska między prawdą i kłamstwem (2008)
- „Zeszyty Katyńskie” nr 24: Zbrodnia katyńska – naród, państwo, rodzina (2009)
- „Zeszyty Katyńskie” nr 25: Ostatnia droga (2010)
- „Zeszyty Katyńskie” nr 26: Polska a Rosja : wyjście z kryzysu prawdy 1940-2016 (2017)